# زبان‌سرخس
زبان‌سرخس (نام علمی: Glossopteris) نام یک سرده از راسته زبان‌سرخس‌سانان است.
زبان‌سرخس، از وقتی که آدلف برُنیار، دیرینه‌شناس فرانسوی، در سال ۱۸۲۸ کشفش کرد، یکی از مطالعه‌شده‌ترین گیاهان پیشاتاریخی شده‌است. اولین سنگواره‌های زبان‌سرخس در هند پیدا شدند، اما سنگواره‌های دیگری هم در همهٔ خشکی‌های نیم‌کرهٔ جنوبی یافته شده‌اند و گواه زیست‌شناختیِ محکمی برایرانش قاره‌ای هستند.
زبان‌سرخس را بیشتر با برگ‌هایش می‌شناسند؛ برگ‌هایی که طولشان تا ۳۰ سانتی‌متر می‌رسید و میان‌رگه‌ای مشخص و رگه‌هایی واگرا داشتند. این برگ‌ها به‌شکلی مارپیچی دور ته‌شاخه‌ها می‌روییدند. زبان‌سرخس، با بلندی و شاخ‌وبرگی که داشت، گیاه غالب بیشتر مناطق نیم‌کرهٔ جنوبی بود و جنگل‌هایی پهناور در زمین‌های پست به‌وجود می‌آورد. بعضی از گونه‌های این گیاه نیمه‌گرمسیری بودند، اما بسیاری از گونه‌هایش هم در عرض‌های بالای جغرافیایی می‌روییدند؛ جایی که زمستان سرد و طولانی بود.
این گیاه را به‌سبب شکل برگ‌هایش چنین نامیده‌اند. ده‌ها گونه‌ی زبان‌سرخس شناسایی شده‌اند که بیشترشان بوته یا درختچه‌اند. گرچه نام این گیاه از سرخس بودنش حکایت می‌کند، زبان‌سرخس با دانه‌هایی که در اندام‌های ساقه‌ایِ متصل به برگ‌هایش می‌ساخت تولید مثل می‌کرد، نه با هاگ.